# Dave Gahan
Dave Gahan (nascido David Callcott; Epping, 9 de maio de 1962) é um cantor e compositor inglês, mais conhecido por ser o vocalista principal da banda de música eletrônica Depeche Mode desde sua formação em 1980. Em 2012, foi votado na revista britânica NME como o terceiro maior frontman de todos os tempos, sendo também considerado pela revista Q, em 2004, o 73º maior vocalista da história. Sua "presença imponente de palco" e sua proeminente voz de barítono são facilmente reconhecíveis, além de sua enérgica performance ao vivo, como notado por Neil Tennant dos Pet Shop Boys em artigo para a Smash Hits, sendo considerada pelo mesmo como "uma das mais sexy de serem assistidas no palco em qualquer lugar".
Gahan foi recrutado como vocalista principal da banda em 1980, após os membros iniciais da então Composition of Sound (composta por Andy Fletcher, Martin Gore e Vince Clarke) avistarem Dave cantando "Heroes" de David Bowie, sendo imediatamente convidado para entrar na banda. A partir daí, Dave sugere que a banda seja renomeada "Depeche Mode", nome de uma revista francesa de moda que ele lia na faculdade.
Apesar de sua contribuição para o Depeche Mode ser majoritariamente na parte vocal, ele também já compôs canções para a banda. Martin Gore continua a ser o principal compositor do Depeche Mode, contudo, especialmente a partir dos anos 2000, álbuns como Playing The Angel (2005), Sounds of the Universe (2009), Delta Machine (2013) e Spirit (2017) contaram com a participação de Gahan na parte da composição. Quatro dessas músicas, a exemplo, se tornaram singles comerciais, incluindo "Suffer Well" em 2005, "Hole to Feed" em 2009, "Should Be Higher" em 2013 e "Cover Me" em 2017.
O cantor possui álbuns solo lançados, sendo seu primeiro trabalho o álbum Paper Monsters, de 2003 e o segundo, Hourglass, de 2007. Em 2012 e 2015, respectivamente, ele também contribuiu com vocais e letras para os álbuns The Light the Dead See e Angels & Ghosts do Soulsavers.

## Infância e os primeiros anos
Gahan nasceu como David Callcott em 9 de maio de 1962, numa família de classe trabalhadora. Seu pai se chamava Len Callcott (um motorista de ônibus de ancestralidade malaia-indiana) e sua mãe, Sylvia (uma cobradora de ônibus de Londres). Quando tinha apenas seis meses, seu pai deixou sua família. Seus pais se divorciaram dois anos depois e sua mãe se mudou com Dave e sua irmão Sue (nascida em 1960) para Basildon, no Essex, quando conheceu e se casou com seu segundo marido, Jack Gahan (um administrador na Shell). A família Gahan continuou a crescer com o nascimento de mais dois meio-irmãos, Peter (nascido em 1966) e Phil (nascido em 1968). Dave e Sue cresceram com a ideia de que Jack fosse seu pai biológico.
Quando Gahan tinha nove anos, seu padrasto faleceu. Seu pai apareceu novamente quando ele tinha dez anos. Segundo ele, "Eu nunca esquecerei aquele dia. Quando voltei pra casa da escola, tinha um estranho na casa da minha mãe. Minha mãe o apresentou como sendo meu pai de verdade. Eu lembro ter dito que isso era impossível, porque meu pai tinha morrido. Como eu deveria saber quem era aquele homem? A partir daquele dia, Len frequentemente visitou minha casa, até que um ano depois ele desapareceu de novo. Dessa vez, pra sempre. Desde lá, ele não deu mais nenhum sinal de vida. Quando fui ficando mais velho, pensava nele mais e mais. A única coisa que minha mãe queria me dizer é que ele se mudou para Jersey para abrir um hotel".
Enquanto atendia a Escola Barstable em Timberlog Close, Basildon, Gahan começou a matar aulas. Ele teve problemas com a polícia, foi suspenso da escola e acabou na corte juvenil três vezes por ofensas que iam desde grafite e corridas em carros roubados a outros crimes de vandalismo e roubo. Ele gostava da emoção de roubar carros, rodar com eles e colocar fogo. Gahan diz sobre a época: "Eu era bem selvagem. Amava a excitação de roubar um motor, fazer barulho e ser perseguido pela polícia. Se esconder atrás da parede com seu coração batendo forte te dá um uma verdadeira emoção – 'eles vão te pegar?'". No seu ano final de escola, Dave colocou currículo para um trabalho como aprendiz de mecânico na North Thames Gas. Disseram a ele para que fosse sincero com o entrevistador, tendo como resultado o mesmo admitir o próprio histórico de crimes, mas, ao fim, ele alegou ser um "indivíduo reformado". Assim, ele não conseguiu o trabalho. De acordo com o mesmo, isso o fez destruir o escritório do oficial responsável por seu período de "estágio probatório". Sua punição foi custódia aos fins de semana num centro de correção de menores infratores em Romford por um ano. Gahan relembra: "Você tinha que trabalhar. Eu lembro de fazer boxe, coisa desse tipo. Você tinha que ter o cabelo cortado. Era todo final de semana, então você era privado de seu fim de semana, o que parecia ser pra sempre. Me falaram bem claramente que o próximo lugar que seria mandado era um centro de detenção. Pra ser sincero, a música me salvou".

## Carreira no Depeche Mode (1980-presente) e legado

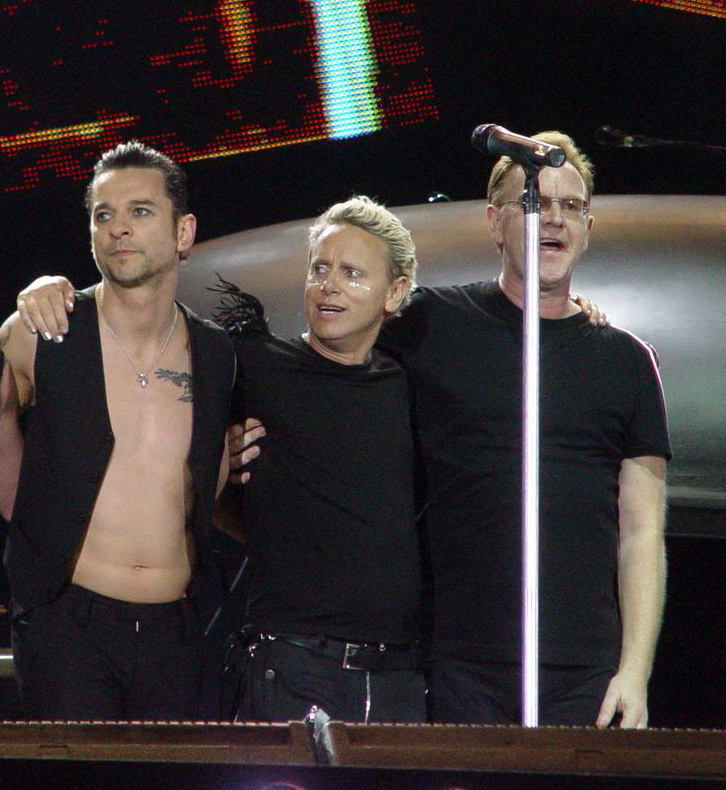
Gahan na atual formação do Depeche Mode (primeiro à esquerda), 2006.

Em março de 1980, Martin Gore, Andy Fletcher e Vince Clarke formaram a banda Composition of Sound, com Clarke nos vocais e guitarra, Gore no teclado e Fletcher no baixo. Clarke e Fletcher logo trocaram para os sintetizadores. No mesmo ano, Gahan se juntou à banda quando Clarke o ouviu performar "Heroes" de David Bowie. A banda logo se tornaria Depeche Mode, um nome sugerido por Gahan após ter lido uma revista francesa de moda chamada Dépêche-mode. Pioneiros na new wave e synthpop dos anos 80, Depeche Mode lançou quinze álbuns de estúdio, quatro compilações de maiores sucessos e dois álbuns de remixes. A banda atingiu sucesso mundial, com vendas globais de mais de 100 milhões de discos. Quatro dos singles da banda chegaram ao número um da tabela musical de Canções Alternativas da Billboard: "Enjoy the Silence" (1990), "Policy of Truth" (1990), "I Feel You", e "Walking in My Shoes" (1993). Sem contar o gigantesco sucesso dentro do próprio Reino Unido, ao redor da Europa e de todo o mundo. No Reino Unido, a exemplo, todos os quatorze álbuns lançados pela banda são álbuns top 10 na parada musical do país, tendo dois destes atingido o topo das paradas. A banda também tem quatorze hits top 10 no país, além das altas posições em países como Alemanha, Itália, Finlândia, Espanha, Irlanda e Suíça.
Numa entrevista em 2003, Gahan compartilhou que "Durante a produção do Exciter, algumas vezes me senti um pouco frustrado por haver uma falta de experimentação." Isso o levou, em 2004, a dizer ao seus colegas de banda que ele queria escrever metade das músicas do próximo álbum da banda, e que "de jeito nenhum" ele poderia estar envolvido na banda sem contribuir a ela como um compositor. Eventualmente, houve um combinado, onde 3 das canções escritas por Gahan acabaram por aparecer no álbum de 2005 do Depeche Mode, Playing the Angel: "Suffer Well" (nominado a um Grammy), "I Want It All" e "Nothing's Impossible". "Suffer Well" foi lançada em 2006 como single, alcançando a posição de número 12 no Reino Unido. Gahan também escreveu a letra da B-side "Oh Well", contudo, a composição musical foi feita por Martin Gore, marcando a primeira colaboração dos dois como compositores.
Atualmente, Depeche Mode é enxergado como uma das maiores bandas da história, especialmente se tratando da música eletrônica, na qual a banda foi pioneira e experimental em diversos aspectos, como a própria utilização do sampling e diversidade nos sons ao longo da carreira (o pop mais industrial dos primeiros anos, o som atmosférico, experimentação com sintetizadores e adição de instrumentos acústicos e rock mesclados ao eletrônico). Em 2006, Sasha Frere-Jones escreveu para o The New Yorker que "Provavelmente a última influência musical inglesa séria foi o Depeche Mode, que parece se tornar mais e mais significante à medida em que o tempo passa". Por sua vez, Dave Gahan tem sempre sido considerado uma enorme figura entre os frontmen de bandas, sendo votado na revista britânica NME como o terceiro maior frontman de todos os tempos. Gahan também foi nomeado pela revista Q, em 2004, o 73º maior vocalista da história.
Sua persona de palco é influenciada por Dave Vanian, frontman do The Damned. Dave também possui uma "presença imponente de palco" e uma proeminente voz de barítono, ambas facilmente reconhecíveis. Notada por Neil Tennant dos Pet Shop Boys em artigo para a Smash Hits, sua enérgica performance ao vivo pode ser considerada pelo mesmo como "uma das mais sexy de serem assistidas no palco em qualquer lugar."
Sendo nominados em 2017 e 2018, Gahan e banda como um todo entraram para o Rock and Roll Hall of Fame em 2020.

## Discografia

### Álbuns de estúdio
- 2003: Paper Monsters
- 2007: Hourglass

### Soulsavers
- 2012: The Light the Dead See
- 2015: Angels & Ghosts

### Depeche Mode
- 1981: Speak & Spell
- 1982: A Broken Frame
- 1983: Construction Time Again
- 1984: Some Great Reward
- 1986: Black Celebration
- 1987: Music for the Masses
- 1990: Violator
- 1993: Songs of Faith and Devotion
- 1997: Ultra
- 2001: Exciter
- 2005: Playing the Angel
- 2009: Sounds of the Universe
- 2013: Delta Machine
- 2017: Spirit
- 2023: Memento Mori